# اوکسیچان
اوکسیچان (انگلیسی: Uksichan) یک کوه آتشفشانی در شبه‌جزیره کامچاتکای کشور روسیه است.